# Hokejski klub INA
Hokejski klub INA je hrvatski hokejski klub iz Siska.
Klupsko sjedište je na adresi Augusta Cesarca 2, Sisak.